# Tales from The Brothers Gibb
A Tales from The Brothers Gibb: A History in Song 1967-1990 című lemez a Bee Gees együttes diszkográfiájának harmincharmadik nagylemeze. A lemezen új dal nem szerepel, az 1967 és 1990 között megjelent számokból összeállított válogatáslemez. A Polydor 6 nagylemezes box setben, illetve 4 CD-s változatban is megjelentette az albumot.

## Az album dalai
LP 1
1. New York Mining Disaster 1941 (Barry és Robin Gibb) – 2:08
2. I Can't See Nobody (Barry és Robin Gibb) – 3:43
3. To Love Somebody (Barry és Robin Gibb) – 2:59
4. Holiday (Barry és Robin Gibb) – 2:52
5. Massachusetts (Barry, Robin és Maurice Gibb) – 2:22
6. Barker of the UFO (Barry Gibb) – 1:51
7. World (Barry, Robin és Maurice Gibb) – 3:13
8. Sir Geoffrey Saved the World (Barry, Robin és Maurice Gibb) – 2:15
9. And the Sun Will Shine (Barry, Robin és Maurice Gibb) – 3:29
10. Words (Barry, Robin és Maurice Gibb) – 3:14
11. Sinking Ships (Barry, Robin és Maurice Gibb) – 2:21
12. Jumbo (Barry, Robin és Maurice Gibb) – 2:08
13. The Singer Sang His Song (Barry, Robin és Maurice Gibb) – 3:19
14. I've Gotta Get a Message to You (Barry, Robin és Maurice Gibb) – 3:06
15. I Started a Joke (Barry, Robin és Maurice Gibb) – 3:06
16. First of May (Barry, Robin és Maurice Gibb) – 2:47

LP 2
1. Melody Fair (Barry, Robin és Maurice Gibb) – 3:47
2. Tomorrow Tomorrow (Barry és Maurice Gibb) – 4:05
3. Sun in My Morning (Barry és Maurice Gibb) – 2:55
4. Saved by the Bell (Robin Gibb) – 3:03
5. Don't Forget to Remember (Barry és Maurice Gibb) – 3:27
6. If I Only Had My Mind on Something Else (Barry és Maurice Gibb) – 2:32
7. I. O. I. O. (Barry, Robin és Maurice Gibb) – 2:50
8. Railroad (Billy Lawrie, Maurice Gibb) – 3:38
9. I'll Kiss Your Memory (Barry Gibb) – 4:26
10. Lonely Days (Barry, Robin és Maurice Gibb) – 3:44
11. Morning of My Life (In the Morning) (Barry Gibb) – 3:52
12. How Can You Mend a Broken Heart? (Barry és Robin Gbb) – 3:56
13. Country Woman (Maurice Gibb) – 2:39

LP 3
1. Don't wanna live inside myself (Barry Gibb) – 5:24
2. My World (Barry és Robin Gibb) – 4:18
3. On Time (Maurice Gibb) – 3:00
4. Run to Me (Barry, Robin és Maurice Gibb) – 3:04
5. Alive (Barry és Maurice Gibb) – 4:01
6. Saw a New Morning (Barry, Robin és Maurice Gibb) – 4:08
7. Wouldn't I Be Someone (Barry, Robin és Maurice Gibb) – 5:39
8. Elisa (Barry, Robin és Maurice Gibb) – 2:48
9. King and Country (Barry, Robin és Maurice Gibb) – 5:19
10. Mr Natural (Barry és Robin Gibb) – 3:48
11. It Doesn't Matter Much to Me (Barry, Robin és Maurice Gibb) – 3:49

LP 4
1. Throw a Penny (Barry és Robin Gibb) – 4:45
2. Charade (Barry és Robin Gibb) – 4:11
3. Jive Talkin'  (Barry, Robin és Maurice Gibb) – 3:41
4. Nights on Broadway (Barry, Robin és Maurice Gibb) – 4:25
5. Fanny(Barry, Robin és Maurice Gibb) – 4:01
6. You Should Be Dancing (Barry, Robin és Maurice Gibb) – 4:44
7. Love So Right (Barry, Robin és Maurice Gibb) – 3:33
8. Boogie Child (Barry, Robin és Maurice Gibb) – 4:10
9. Edge of the Universe (live) (Barry és Robin Gibb) – 5:15
10. How Deep Is Your Love (Barry, Robin és Maurice Gibb) – 4:01
11. Stayin' Alive (Barry, Robin és Maurice Gibb) – 4:41

LP 5
1. Night Fever (Barry, Robin és Maurice Gibb) – 3:29
2. More Than a Woman (Barry, Robin és Maurice Gibb) – 3:14
3. If I Can't Have You (Barry, Robin és Maurice Gibb) – 3:17
4. (Our Love) Don't Throw It All Away (Barry Gibb, Blue Weaver) – 4:02
5. Too Much Heaven (Barry, Robin és Maurice Gibb) – 4:54
6. Tragedy (Barry, Robin és Maurice Gibb) – 5:01
7. Love You Inside Out (Barry, Robin és Maurice Gibb) – 4:09
8. He's a Liar (Barry, Robin és Maurice Gibb) – 3:56
9. Another Lonely Night in New York (Robi és Maurice Gibb) – 4:13
10. The Woman in You (Barry, Robin és Maurice Gibb) – 4:01
11. Someone Belong to Someone – (Barry, Robin és Maurice Gibb) – 4:22
12. Toys (Barry, Robin és Maurice Gibb) – 4:40

LP 6
1. My Eternal Love (Barry Gibb, Powers) – 4:27
2. Where Tomorrow Is (Barry, Robin és Maurice Gibb) – 4:07
3. Letting Go (Barry Gibb, Bitzer) – 3:40
4. E.S.P. (demo version) (Barry, Robin és Maurice Gibb) – 4:43
5. You Win Again (Barry, Robin és Maurice Gibb) – 3:58
6. Ordinary lives (Barry, Robin és Maurice Gibb) – 4:03
7. One (Barry, Robin és Maurice Gibb) – 4:50
8. Juliet (live) (Robin és Maurice Gibb) – 3:35
9. To Love Somebody (live) (Barry, Robin és Maurice Gibb) – 3:41
10. New York Mining Disaster 1941, Holiday, Too much heaven, Heartbreaker, Islands in the stream, Run to me, World live (Barry, Robin és Maurice Gibb) – 12:17
11. Spicks & Specks live (Barry Gibb) – 2:33

A Juliet, a To Love Somebody,  a Medley: New York Mining Disaster 1941, Holiday, Too Much Heaven, Heartbreaker, Islands In The Stream, Run To Me, World és a Spicks & Specks az 1989. november 17-ei Melbourne-i (Ausztrália) koncert felvétele (The National Tennis Centre).

## Közreműködők
- Barry Gibb – ének, gitár
- Robin Gibb – ének
- Maurice Gibb – basszusgitár, gitár, ütőhangszerek, billentyűs hangszerek, ének,
- Phyllis Saint James – ütőhangszerek
- Phyllis Saint James – ének
- Linda Harmon – ének
- Vince Melouney – gitár
- Tim Cansfield – gitár
- Alan Kendall – gitár
- George Perry – basszusgitár
- Michael Murphy – dob
- Gary Moberley – billentyűs hangszerek
- Vic Martin – billentyűs hangszerek
- David Katz – hegedű
- David Katz együttese
- zenei rendező: Bill Shepherd
- producerek: Albhy Galuten, Tom Dowd, Bill Levenson, Arif Mardin, Karl Richardson, Robert Stigwood, Brian Tench, Bee Gees

## A nagylemez megjelenése országonként
- 6 LP Box Set: Polydor 843 911-1 1990
- 4 CD Box Set: Polydor/Universal 843 911-2 1990, Japán Polydor POCP9603/6 1990, Polydor POCP9602-5 1997